# Baloncesto León
Baloncesto León war ein spanischer Basketballverein aus León.

## Geschichte
Der Verein wurde 1981 gegründet. Gestartet in der vierten Liga, stieg man bereits 1986 in die zweithöchste Spielklasse, Liga Española de Baloncesto, auf. In der Saison 1989/90 belegte das Team nach Ende der Hauptrunde den zweiten Platz. In den anschließenden Play-offs um den Aufstieg setzte man sich durch und kam dadurch in die erste Liga, die Liga ACB. Während das Team in der ersten Saison im Oberhaus die Liga nur knapp halten konnte, steigerte es sich in den folgenden Jahren. 1992 und 1993 wurde jeweils das Viertelfinale der Play-offs um die Meisterschaft erreicht. CB Estudiantes und Real Madrid setzten sich dort gegen León durch. 
1993 drang die Mannschaft auch bis ins Viertelfinale des Korać-Cup, einem Basketball-Europapokal vor.
Nach drei Jahren, in denen man nach der Hauptrunde im Mittelfeld landete und die Play-offs verpasste, gelang in der Saison 1996/97 wieder der Vorstoß ins Viertelfinale. Wie schon vor fünf Jahren schied man gegen CB Estudiantes aus. Dies sollte die letzte Teilnahme an Play-offs um den spanischen Titel sein. In der Saison 1999/00 stieg Baloncesto León nach zehn Jahren dauerhafter Erstliga-Zugehörigkeit als Letztplatzierter ab. 
Nach sieben Jahren und mehrmaligem knappen Scheitern klappte es im Jahr 2007 mit dem Aufstieg zurück in die Liga ACB. In diesem Jahr gewann der Verein auch den spanischen Basketballpokal für Zweitligisten, Copa Principe de Asturias. Zurück in Liga 1 konnte der Klub nicht an die Konstanz in den 90er Jahren anknüpfen und musste direkt wieder absteigen. Es folgten drei Teilnahmen am Viertelfinale im Kampf um den Aufstieg, die allesamt verloren gingen. Nach der Saison 2011/12 konnte der Verein den Spielbetrieb wegen einer hohen Verschuldung nicht mehr aufrechterhalten und löste sich auf.
Mit Fundación Baloncesto León gibt es einen neuen Verein in Leòn.

## Halle
Der Verein trug seine Heimspiele im 6.500 Plätze umfassenden Palacio de los Deportes aus. 

## Erfolge
- Viertelfinalist Korać Cup (1993)
- Sieger der Copa Príncipe de Asturias (2007)

## Bekannte ehemalige Spieler
- Scooter Barry (2005–2006)
- Maurice Jeffers (2004–2005)